# Bukhara Challenger 2004
Il Bukhara Challenger 2004 è stato un torneo di tennis facente parte della categoria ATP Challenger Series nell'ambito dell'ATP Challenger Series 2004. Il torneo si è giocato a Bukhara in Uzbekistan dal 23 al 28 agosto 2004 su campi in cemento.

## Vincitori

### Singolare
Michal Mertiňák ha battuto in finale  Tejmuraz Gabašvili con il punteggio di 3–6, 6–4, 6–3

### Doppio
Michal Mertiňák /  Pavel Šnobel hanno battuto in finale  Paul Logtens /  Melle Van Gemerden con il punteggio di 6–4, 6–2